# Pedro Portela
Pedro André Caseiro Portela, más conocido como Pedro Portela, (Leiría, 6 de enero de 1990) es un jugador de balonmano portugués que juega de extremo derecho en el Sporting CP de la Andebol 1. Es internacional con la selección de balonmano de Portugal.
Su primer gran campeonato con la selección fue el Campeonato Europeo de Balonmano Masculino de 2020.

## Palmarés

### Sporting CP
- Andebol 1 (3): 2017, 2018, 2024
- Copa de Portugal de balonmano (4): 2012, 2013, 2014, 2024
- Supercopa de Portugal de balonmano (1): 2014
- EHF Challenge Cup (1): 2010

### Nantes
- Copa de la Liga de balonmano (1): 2022
- Trofeo de Campeones (1): 2022
- Copa de Francia de balonmano (1): 2023

## Clubes
| Club                        | País     | Año         |
| --------------------------- | -------- | ----------- |
| Académico Leiria            | Portugal | 2006 - 2007 |
| Sporting CP                 | Portugal | 2007 - 2018 |
| Tremblay-en-France Handball | Francia  | 2018 - 2021 |
| HBC Nantes                  | Francia  | 2021 - 2023 |
| Sporting CP                 | Portugal | 2023 - Act. |